# Giampiero David
Giampiero David (Torino, 9 luglio 1956) è uno scacchista italiano, maestro del gioco a tavolino e maestro internazionale senior del gioco per corrispondenza.

## Biografia
Conseguì il suo primo risultato in campo nazionale nel campionato italiano dei giovani (Torino, 1975) dove fu 3º ex aequo. Negli anni successivi si affermò tra i protagonisti dello scacchismo subalpino: ottenuta la qualifica di candidato maestro nel 1977, vinse con la squadra del circolo "Gualtiero Storchi" il campionato italiano ARCI Scacchi (Alessandria, 1978) e fu per due volte campione torinese assoluto (nel 1981 e nel 1983).
Vinse a pari merito il torneo magistrale di Chianciano Terme 1985 (1º-2º ex aequo) e l'open internazionale di Milano 1986 (1º-4º ex aequo).
Maestro della FSI (Federazione Scacchistica Italiana) dallo stesso 1986, David si dedicò con assiduità anche al gioco per corrispondenza. Maestro dell'ASIGC (Associazione scacchistica italiana giocatori per corrispondenza) sin dal 1977, fu titolare nella nazionale italiana che conquistò nel 1987 la qualificazione alla finale della X Olimpiade.
Maestro internazionale dell'ICCF (International Correspondence Chess Federation) dal 1988, David vinse il campionato italiano per corrispondenza nel 1989 e nel 1992, arrivò secondo nel 1990 e nel 1991 (diventando uno dei pochi giocatori ad andare quattro volte consecutive a podio), giunse terzo nel 2000; ottenne inoltre il titolo continentale della specialità nel 1993. Nel 1999 gli fu riconosciuto dalla ICCF il titolo di Senior International Master.
Divulgatore del gioco oltre che agonista, David collaborò nel corso del tempo a numerose pubblicazioni scacchistiche (Due Alfieri, The Chess Player, Mille e uno scacco, Fernschach). Condusse, alla fine degli anni settanta, una trasmissione di scacchi su un'emittente privata torinese (TVC Canale 44), e fu nel decennio successivo direttore tecnico della Società scacchistica torinese. Nel 1983 scrisse l'appendice di aggiornamento teorico al trattato di Garry Kasparov e Alexander Nikitin La difesa siciliana, per la collana "I giochi" dell'editore Mursia.

## Partite
P. Ponzetto - David (campionato torinese, 1983)
Difesa est-indiana
1.c4 d6 2.Cc3 g6 3.g3 Ag7 4.Ag2 Cc6 5.Cf3 Cf6 6.0-0 0-0 7.d4 Ag4 8.h3 Axf3 9.Axf3 Cd7 10.e3 e5 11.d5 Ce7 12.Ag2 f5 13.Ce2 g5 14.f4 Cg6 15.Tb1 a5 16.b3 De7 17.Rh2 b6 18.a3 Tf7 19.Dc2 Taf8 20.b4 axb4 21.axb4 h5!? 22.fxg5 h4 23.e4 f4 24.gxf4 exf4 25.Af3 Cde5 26.Cd4 Dxg5 27.Tg1 Cxf3+ 28.Cxf3 Dg3+! 29.Txg3 fxg3+ 30.Rg1 Txf3 31.Ab2 Tf2 32.Dc1 Cf4 33.Il bianco abbandona.
David - B. Bison (campionato italiano per corrispondenza, 1992)
Difesa francese
1.e4 e6 2.d4 d5 3.Cc3 Ab4 4.e5 c5 5.a3 Axc3+ 6.bxc3 Ce7 7.Cf3 Ad7 8.dxc5!? Aa4 9.Tb1 Cd7 10.Ae3 Da5 11.Txb7 Cxc5 12.Tb4 Tc8 13.Cd4 0-0 14.Ad3 Cg6 15.f4 Ad7 16.Da1!? Dc7 17.Ce2 a5 18.Tb1 Tb8 19.0-0 Ca4 20.Ad4 Cb6 21.Tbe1!? Cc4 22.Dc1 Db7 23.Cg3 Db2 24.Dd1 Cxa3 25.f5 exf5 26.Cxf5 Cb5 27.Dg4! Cxd4 28.cxd4 Tb4? si imponeva 28…a4 con gioco complicato 29.e6! fxe6 oppure 29…Axe6 30.Txe6! fxe6 31.Ce7+ e vince 30.Txe6! Tf7 se 30…Axe6 31.Ce7+ Cxe7 32.Dxe6+ e vince 31.Ch6+! gxh6 32.Txf7 Axe6 se 32…Rxf7 33.Axg6+ hxg6 34.Dxg6+ Rf8 35.Df5+ e vince; se 32…Txd4 33.Txg6+ Rxf7 34.Dxd7+; se 32…Dxd4+ 33.Dxd4 Txd4 34.Txd7; se infine 32…Da1+ 33.Tf1 Dxd4+ 34.Dxd4 Txd4 35.Td6 con vantaggio decisivo del bianco 33.Dxe6 Dxd4+ 34.Tf2+ Rg7 35.c3! e il nero abbandona.
C. Gatto - David (campionato italiano per corrispondenza, 1992)
Gambetto di donna, variante Tartakower
1.d4 d5 2.c4 e6 3.Cc3 Cf6 4.Ag5 Ae7 5.e3 0-0 6.Cf3 h6 7.Ah4 b6 8.cxd5 Cxd5 9.Axe7 Dxe7 10.Cxd5 exd5 11.Tc1 Ae6 12.Ad3 c5 13.dxc5 bxc5 14.0-0 Cd7 15.e4 d4!? una linea di gioco ritenuta sfavorevole dalla teoria 16.Cd2 Ce5 17.Ab1 c4 18.h3 "con netto vantaggio del bianco", secondo il giudizio di Karpov espresso nella prima edizione dell'Enciclopedia delle aperture 18…Axh3! la novità di David, che riabilita l'intera variante 19.gxh3 se 19.f4 Ag4 20.De1 Cd3! 21.Axd3 cxd3 22.Cf3 Tab8 23.b3 Tfc8 con pressione del nero 19…Dg5+ 20.Rh1 se 20.Rh2 Dxd2! 20…Dh4 21.Cf3 non porta a nulla 21.Rh2 Df4+ 22.Rg2 Dg5+ 23.Rh1 Dh4 21…Dxh3+ 22.Ch2 Tab8! 23.b3!? se 23.Dxd4 Dxh2+ 24.Rxh2 Cf3+ 25.Rg3 Cxd4 26.Txc4 Tfd8; se invece 23.f4 Txb2 24.Tc2 Tfb8; se 23.Tc2 d3 24.Td2 c3! 25.bxc3 Txb1! e vince; se infine 23.Tg1!? Txb2 24.Tg3 Dd7 25.f4 d3! 26.Dg1 (ma non 26.fxe5 d2! con vantaggio del nero) 26…d2! 27.Td1 Tfb8 28.fxe5 (28.Txg7+ Rh8 riconduce alla partita) 28…Txb1 29.Txg7+ Rh8 30.Txb1 Txb1 31.Tg8+, Rh7 32.Tg7+ Rh8 con parità 23…cxb3 24.axb3 Txb3 25.f3 se 25.f4 Tg3 25…Tb2 26.Tc2 Tfb8 27.Aa2 Txc2 più incisiva l'immediata 27…d3! e dopo 28.Td2 T8b6 il bianco resta terribilmente legato 28.Dxc2 d3 29.Dc3 ma non 29.Dg2? Dxg2+ 30.Rxg2 Tb2+ 31.Tf2 d2 e vince 29…Tc8! 30.Dxe5 Tc2 31.Tg1 anche 31.Axf7+ Rxf7 32.Dd5+ Re7 conduce alla patta 31…Txh2+! ora il re bianco non può sottrarsi agli scacchi di donna 32.Dxh2 Dxf3+ Patta.
David - J. Fischer (campionato europeo per corrispondenza, 1993)
Difesa siciliana
1.e4 c5 2.Cf3 d6 3.d4 cxd4 4.Cxd4 Cf6 5.Cc3 a6 6.Ae3 e6 7.g4!? e5 8.Cf5 g6 9.g5 gxf5 10.exf5 d5 11.gxf6 d4 12.Ac4! Dc7 13.Dd3 dxc3 14.0-0-0 cxb2+ 15.Rb1 Cc6 16.The1 Ab4 17.Tg1 Tf8 18.f4 exf4 19.Ab6! Dxb6 20.Tge1+!! Axe1 21.De4+ Ae6 22.fxe6 Ce7 23.exf7+ Txf7 24.Axf7+ Rxf7 25.Dxe7+ Rg6 26.Txe1 Dxf6 27.Tg1+ Rf5 28.Dd7+ e il nero abbandona.